# Формула 1 — сезона 2004
55. сезона Формуле 1 је одржана 2004. године од 17. марта до 24. октобра. Сезоном су доминирали Михаел Шумахер и Ферари. Запажен успех су остварили БАР и Рено, док су традиционално добри Вилијамс и Макларен показали лоше резултате.